# Cerro di Sant'Angelo
Il Cerro di Sant'Angelo, noto anche come Quercia di Sant'Angelo o Cerro di Galloro, è stato un albero monumentale, del genere Quercus cerris, sito nella frazione Sant'Angelo di Amatrice, in Italia, e ricompresa nel Parco nazionale del Gran Sasso e Monti della Laga. È stato il cerro più grande d'Europa, con una circonferenza di circa 7 metri ed un diametro di circa 2,1 metri, fino alla sua caduta nel 2021.
Piantata presumibilmente nel XV secolo la quercia resistette ai terremoti che colpirono il Centro Italia nel 1639, nel 1703 e nel 2016. Nel 2016 il Corpo forestale dello Stato l'aveva inserito tra gli alberi monumentali d'Italia sia per le sue dimensioni e per l'età avanzata che per il suo valore paesaggistico, storico, culturale e religioso, segnalando tuttavia la presenza di marciume e suggerendo come interventi prioritari per la sua conservazione la rimozione dell'asfalto circostante, la protezione dal pascolo e la potatura delle parti secche. Nel 2008 è stata inserita nel calendario storico del Corpo forestale.